# Sudbury Adria
Sudbury Adria je hrvatski nogometni klub iz Kanade osnovan 1949. godine. Član je Hrvatskog nacionalnog nogometnog saveza Kanade i SAD. 
Klub je bio domaćin Hrvatskog nacionalnog nogometnog turnira SAD-a i Kanade 1973., 1988. i 2005. godine.